# 米罗华奥德赛
米罗华奥德赛（简称「奥德赛」），是全球第一款商业家用电子游戏机。它的首次演示是在1972年5月24日，并且于同年9月正式发行。在日期上比雅达利（Atari）的《乓》（Pong）游戏平台早了三年。

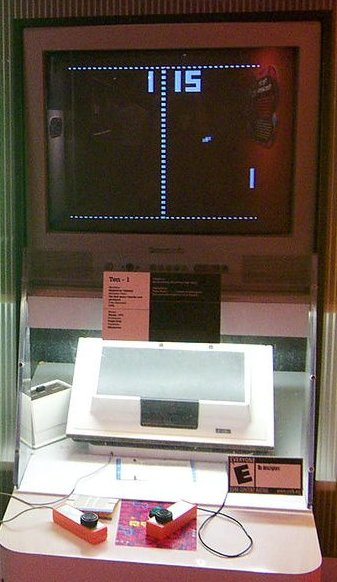

奥德赛是由拉夫·亨利·贝尔（Ralph Henry Baer）团队设计的，其原型机“棕盒子”设计于1966年9月到1967年2月期间，并获得了Magnavox购买其专利以转化为商用游戏机。其原型现在美国华盛顿特区的史密森尼學會美国国家历史博物馆展出。
奥德赛在北美市場售價100美元，使用媒體為印刷電路板，配件有光線槍。

## 詳細
奧德賽於1972年8月正式發售，首批生產量為50,000部。由於美格福斯認為首部電子遊戲機足以吸引消費者，因此奧德賽只會於美格福斯認可的銷售商發售，而並非所有一般零售商。於1972年，美格福斯共生產了120,000至140,000部，但是首年銷售量卻只有69,000至接近100,000部。主要原因可能是由於售價過高，限制銷售點以及只能在美格福斯電視上運行等。
雖然美格福斯曾考慮於當年停止生產奧德賽，但由於觀察到市場仍有需求，因此在1973年再生產27,000部。此外，奧德賽亦於12個國家發售，包括澳洲、比利時、法國、德國、希臘、以色列、意大利、蘇聯、西班牙、瑞士、美國及委內瑞拉。1973年末，美格福斯推出大型廣告計劃，令奧德賽於1974年的銷售量達到129,000至150,000部，但是美格福斯於1975年正式停止生產奧德賽，因為他們決定發售2款專用遊戲機：奧德賽100及奧德賽200，並以此為基礎推出總共11款專用遊戲機。而奧德賽的正統後繼電子遊戲機，美格福斯奧德賽²，要在1978年才正式推出。
奧德賽成功展示電子遊戲機的潛能，但是它本身並不是一款十分成功的產品。因為美格福斯並沒有專注於生產大量遊戲，亦沒有進一步改進奧德賽的功能，包括增加聲效系統、增加可遊玩人數及更便宜的改進版本。而在奧德賽於1972年發售後，3年內都沒有其他電子遊戲機的推出，直至1975年由雅達利推出乓的家用專用遊戲機，以及1976年由Coleco推出的Telstar及快捷半導體公司的Fairchild Channel F。

## 遊戲列表
總計共有28款遊戲在美格福斯奧德賽上推出，其中有13款是隨主機一併發售（美國包含其中12款，其他國家包含其中10款）。6款為獨立發售，1款為玩家填寫意見卡後贈送，4款隨光線槍一併發售，而最後4款遊戲於1973年發售。
| 遊戲名稱                              | 遊戲卡  | 美國版本           | 國際版本     |
| ------------------------------------- | ------- | ------------------ | ------------ |
| 乒乓球 （Table Tennis）               | 1       | 包含於主機         | 包含於主機   |
| 滑雪 （Ski）                          | 2       | 包含於主機         | 包含於主機   |
| 西蒙說 （Simon Says）                 | 2       | 包含於主機         | 包含於主機   |
| 網球 （Tennis）                       | 3       | 包含於主機         | 包含於主機   |
| 類比遊戲 （Analogic）                 | 3       | 包含於主機         | 包含於主機   |
| 曲棍球 （Hockey）                     | 3       | 包含於主機         | 包含於主機   |
| 美式足球 （Football）                 | 3, 4    | 包含於主機         | 不適用       |
| 貓捉老鼠 （Cat and Mouse）            | 4       | 包含於主機         | 獨立發售     |
| 鬼屋 （Haunted House）                | 4       | 包含於主機         | 獨立發售     |
| 潛水艇 （Submarine）                  | 5       | 包含於主機         | 包含於主機   |
| 輪盤 （Roulette）                     | 6       | 隨主機發售         | 獨立發售     |
| 美國州份 （States）                   | 6       | 隨主機發售         | 不適用       |
| 有趣動物園 （Fun Zoo）                | 2       | 獨立發售           | 不適用       |
| 棒球 （Baseball）                     | 3       | 獨立發售           | 不適用       |
| 侵略 （Invasion）                     | 4, 5, 6 | 獨立發售           | 不適用       |
| 向前衝 （Wipeout）                    | 5       | 獨立發售           | 包含於主機   |
| 排球 （Volleyball）                   | 7       | 獨立發售           | 包含於主機   |
| 足球 （Soccer）                       | 8       | 不適用             | 包含於主機   |
| 手球 （Handball）                     | 8       | 獨立發售           | 不適用       |
| 史前野生動物園 （Prehistoric Safari） | 9       | 隨光線槍發售       | 隨光線槍發售 |
| 狗鬥 （Dogfight!）                    | 9       | 隨光線槍發售       | 隨光線槍發售 |
| 槍戰 （Shootout!）                    | 9       | 隨光線槍發售       | 隨光線槍發售 |
| 射擊場 （Shooting Gallery）           | 10      | 隨光線槍發售       | 隨光線槍發售 |
| 知覺 （Percepts）                     | 2       | 免費（問卷獎品）   | 不適用       |
| 腦電波 （Brain Wave）                 | 3       | 獨立發售（1973年） | 不適用       |
| 勝利 （W.I.N.）                       | 4       | 獨立發售（1973年） | 不適用       |
| 籃球 （Basketball）                   | 8       | 獨立發售（1973年） | 不適用       |
| 星際航行 （Interplanetary Voyage）    | 12      | 獨立發售（1973年） | 不適用       |